# Nocturama (album)
Nocturama è il dodicesimo album di Nick Cave and the Bad Seeds, pubblicato nel 2003.

## Tracce
Testi e musiche di Nick Cave.
1. Wonderful Life – 6:49
2. He Wants You – 3:31
3. Right out of Your Hand – 5:14
4. Bring It On – 5:23
5. Dead Man in My Bed – 4:40
6. Still in Love – 4:44
7. There Is a Town – 4:58
8. Rock of Gibraltar – 3:00
9. She Passed by My Window – 3:20
10. Babe, I'm on Fire – 14:46

Durata totale: 56:25

## Formazione
- Nick Cave - voce, pianoforte, organo Hammond
- Mick Harvey - chitarra, voce, organo, chitarra folk, basso, bongo, triangolo
- Blixa Bargeld - chitarra, voce
- Thomas Wydler - batteria, rullante
- Martyn P. Casey - basso
- Jim Sclavunos - batteria, voce, percussioni, tamburello basco
- Warren Ellis - violino
- Conway Savage - voce

### Ospiti
- Chris Bailey - voce
- Johnny Turnbull - voce
- Norman Watt-Roy - voce
- Mickey Gallagher - voce
- Chas Jankel - voce

## Classifiche
| Classifica (2003) | Posizione massima |
| ----------------- | ----------------- |
| Islanda           | 1                 |